# Graafschap Stolberg-Roßla
Stolberg-Roßla was een tot de Opper-Saksische Kreits behorend graafschap binnen het Heilige Roomse Rijk.
Waarschijnlijk zijn de graven van Northeim en de graven van Rothenburg in het bezit geweest van Roßla. Later waren de graven van Beichlingen eigenaar van het dorp. In 1341 komt het in bezit van het graafschap Stolberg. Van 1341 tot 1650 is het verpand aan de heren van Berlepsch.
Na de dood van graaf Christof Lodewijk I van Stolberg-Stolberg in 1704 worden de landen en bezittingen in 1706 en 1719 tussen zijn twee zoons verdeeld.
De jongere zoon Joost Christiaan krijgt een deel van het graafschap Stolberg. Daarnaast krijgt hij ook het aandeel van Stolberg-Stolberg in het graafschap Königstein, namelijk Ortenberg. In 1738 moeten de graven voor het graafschap Stolberg het oppergezag van het keurvorstendom Saksen erkennen en daarmee gaat defacto het 'reichsunmittelbare' karakter van het graafschap verloren. Op 19 september 1738 wordt de primogenituur ingevoerd.
In artikel 24 van de Rijnbondakte van 12 juli 1806 wordt het Stolbergse deel van het graafschap Königstein onder de soevereiniteit gesteld van het groothertogdom Hessen-Darmstadt.
Op het Congres van Wenen in 1815 verliest het koninkrijk Saksen een groot deel van zijn gebied, waaronder Roßla, aan het koninkrijk Pruisen.

## Bestuurlijke indeling omstreeks 1780
- ambt Roßla
- ambt Questenberg
- ambt Wolfsberg
- ambt Ebersburg
- ambt Bärenrode